# 梅爾·羅德里奎茲
梅爾文·迪馬斯·羅德里奎茲（英語：Melvin Dimas Rodriguez，1973年6月12日—）是一名古巴裔美國男演員和電影監製。他知名於在改編自英國同名電視劇的HBO黑色幽默醫療劇《銀髮失樂園》（2013—2015年）中飾演派西·德拉塞爾達（Patsy De La Serda）、在FOX末日幻想電視喜劇《最后一个男人》（2015—2018年）中飾演陶德·迪馬斯·羅德里奎茲（Todd Dimas Rodriguez）以及在Showtime黑色幽默電視劇《佛州中部上帝養成史》（2019年）中飾演恩尼·戈梅斯（Ernie Gomes）。他還在《富貴與愛情》（2010—2011年）、《軍旅軼事》（2014年）、《絕命律師》（2015—2017年）和《CSI犯罪現場：拉斯維加斯》（2021年）等電視劇中擔任重要角色。

## 早年生活和教育
梅爾文·迪馬斯·羅德里奎茲在1973年6月12日出生於佛罗里达州迈阿密並在小哈瓦那街區長大。他在青少年時期曾經當過一段時間的拳擊手，直到17歲時他的一名高中老師安排他與貝德羅·薩莫拉合作主演一部艾滋病教育劇，他從中明白到演出的意義後決定未來要朝演藝之路邁進，而父親亦支持他的夢想。他獲得獎學金入讀紐約州立大學普切斯學院內著名的戲劇藝術學院（Conservatory of Theatre Arts），1999年畢業並取得戲劇藝術學士學位。

## 職業生涯
大學畢業後，羅德里奎茲留在普切斯經營一家雪茄店，期間亦會到纽约的劇院參演一些舞台劇作品。1999年，NBC刑偵律政劇《法律与秩序》剛好在紐約取景拍攝，他在第9季第15集中客串飾演比爾·克勞佛（Bill Crawford），這是他影視生涯的首個角色。他拍攝完《法網遊龍》後搬到洛杉矶以專注於自己的銀幕發展。
2004年，他在CBS刑偵劇《CSI犯罪現場：紐約》中客串飾演一名嫌疑犯艾爾·麥葛瑞斯（Al McGrath）。他客串出演過的電視劇還包括《左右做人难》（2002年）、《吉爾莫女孩》（2002年）、《紐約重案組》（2004年）、《三棲大丈夫》（2010年）和《重啟陰陽魔界》（2020年）等。
2013—2015年，羅德里奎茲在改編自英國同名電視劇的HBO黑色幽默醫療劇《銀髮失樂園》中飾演一名性取向模糊的科室護士長派西·德拉塞爾達（Patsy De La Serda）；他接受《荷里活報道》採訪時表示出演該劇是自己演藝生涯的一個轉捩點。2015年，他在AMC犯罪劇情律政劇《絕命律師》中飾演常設角色馬可·巴斯特納克，馬可是主角吉米·麥吉爾（由鮑勃·奧登科克飾演）在伊利諾伊州西塞羅最好的朋友和犯罪夥伴；他在2017年的“滑跌”一集中回歸客串飾演該角色。2015—2018年，他在FOX末日幻想電視喜劇《最后一个男人》中飾演主要角色陶德·迪馬斯·羅德里奎茲（Todd Dimas Rodriguez），陶德是倖存者團隊中一位善良和無私的成員，這使他成為該劇最有趣和最受歡迎的角色之一。2019年，他在Showtime黑色幽默電視劇《佛州中部上帝養成史》中飾演主要角色恩尼·戈梅斯（Ernie Gomes），恩尼是一名總是面帶微笑的水上樂園經理，也是女主角克莉絲朵·斯塔布斯（Krystal Stubbs，由克斯汀·鄧斯特飾演）的上司、鄰居和好友；他接受採訪時說自己很享受與鄧斯特還有贝丝·迪托一起拍攝該劇。
2021年，他在CBS犯罪劇情刑偵劇《CSI犯罪現場：拉斯維加斯》中飾演首席法醫雨果·拉米瑞茲醫生（Dr. Hugo Ramirez），但首季完結後作為主要演員的他便宣布退出該劇。2021—2022年，他在HBO Max科幻黑色幽默喜劇劇情電視劇《愛的超級晶片》中飾演常設角色伊格納西奧（Ignacio）。2022年，他在Apple TV+犯罪電視喜劇《續攤真要命》中飾演常設角色奧斯特蘭德警監（Captain Ostrander），奧斯特蘭德是調查劇中謀殺案的警力之一。
電影方面，羅德里奎茲在2002年由茱迪·科士打主演的驚悚片《顫慄空間》中飾演其中一名趕到住宅的警察莫拉雷斯警員（Officer Morales）。2006年，他在廣受好評的悲喜剧公路片《小太陽的願望》中飾演馬丁內斯警員（Officer Martinez）。2020年，他為3D電腦動畫奇幻电影《½的魔法》中的半人马警員寇特·布朗可（Colt Bronco）配音。他參演過的電影還包括《馬奎斯的三場葬禮》（2005年）、《歌德鬼鎮》（2014年）、《小迷糊又天翻地覆》（2018年）和《他的最後願望》（2020年）等。

## 個人生活
羅德里奎茲與妻子德茜蕾·鄧德爾·羅德里奎茲（Desiree Dundr Rodriguez）育有兩個女兒史黛拉（Stella）和珀爾（Pearl）。

## 作品列表

### 電影
| 年份 | 標題                 | 標題           | 角色                 | 附註                     |
| 年份 | 譯名                 | 原名           | 角色                 | 附註                     |
| ---- | -------------------- | -------------- | -------------------- | ------------------------ |
| 1999 | 不適用               | Wirey Spindell | 埃內斯托（Ernesto）         | 以在片尾字幕中列出       |
| 2002 | 《好戲上場》         |                | 裝甲車司機           | 未在片尾字幕中列出       |
| 2002 | 《顫慄空間》         |                | 莫拉雷斯警員（Officer Morales）     |                          |
| 2002 | 《狂野的青春》       |                | 大多姆（Big Dom）           | 以在片尾字幕中列出       |
| 2004 | 《加菲貓》           |                | 保安員               |                          |
| 2004 | 《幸福终点站》       |                | 男人                 | 未在片尾字幕中列出       |
| 2005 | 不適用               |                | 伊諾督察（Inspector Ino）         | 短片                     |
| 2005 | 《誰敢來晚餐》       |                | 保安員＃2            | 未在片尾字幕中列出       |
| 2005 | 《馬奎斯的三場葬禮》 |                | 戈梅茲警監（Captain Gómez）       |                          |
| 2006 | 《小太陽的願望》     |                | 馬丁內斯警員（Officer Martinez）     |                          |
| 2006 | 《小魚Pi的海底歷險》 |                | 曼尼（Manny）；唐醫生（Dr. Tang） | 配音                     |
| 2006 | 《玩命记忆》         |                | 單獨的警察           |                          |
| 2006 | 不適用               |                | 哈里斯（Harris）           |                          |
| 2008 | 《西布魯克林》       |                | 薩爾（Sal）             |                          |
| 2008 | 不適用               |                | 梅爾（Mel）             | 短片                     |
| 2009 | 不適用               |                | 雷夫（Ralph）             | 短片                     |
| 2012 | 《最後的晚餐》       |                | 未知                 | 短片；以在片尾字幕中列出 |
| 2012 | 《巡邏驚很大》       |                | 丘喬（Chucho）             |                          |
| 2013 | 不適用               |                | 梅爾（Mel）             | 短片                     |
| 2013 | 《肥胖》             |                | 肯（）               | 兼任監製                 |
| 2013 | 《諜影對決》         |                |                      |                          |
| 2014 | 《歌德鬼鎮》         |                | 赫克托（Hector）           |                          |
| 2016 | 《勇敢紐澤西》       |                | 丹迪警長（Sheriff Dandy）         |                          |
| 2017 | 《內褲隊長》         |                | 費德先生（Mr. Fyde）         | 配音                     |
| 2017 | 《減肥營》           |                | 大麥克（Big Mike）           |                          |
| 2018 | 《小迷糊又天翻地覆》 |                | 巴比（Bobby）             |                          |
| 2018 | 不適用               |                | 史蒂夫（Steve）           | 短片                     |
| 2019 | 《蛇紋龍》           |                | 理查（Richard）             |                          |
| 2020 | 《½的魔法》          |                | 寇特·布朗可（Colt Bronco）      | 配音                     |
| 2020 | 《快艇狂想曲》       |                | 未知                 |                          |
| 2020 | 《他的最後願望》     |                | 貝瑞·賽德洛（Barry Sedlow）      |                          |
| 2020 | 《打擊與偷竊》       |                | 頭目                 |                          |

#### 製作
| 年份 | 標題     | 標題 | 職位 | 職位 | 職位 | 職位 | 附註                   |
| 年份 | 譯名     | 原名 | 演員 | 導演 | 編劇 | 監製 | 附註                   |
| ---- | -------- | ---- | ---- | ---- | ---- | ---- | ---------------------- |
| 2013 | 《肥胖》 |      | 是   | 否   | 否   | 是   | 監製以在片尾字幕中列出 |

### 電視
| 年份       | 標題                        | 標題 | 角色                       | 附註                                           |
| 年份       | 譯名                        | 原名 | 角色                       | 附註                                           |
| ---------- | --------------------------- | ---- | -------------------------- | ---------------------------------------------- |
| 1999       | 《法律与秩序》              |      | 比爾·克勞佛（Bill Crawford）            | 單集：“Disciple”；以在片尾字幕中列出           |
| 1999       | 《危急最前線》              |      | T恤男                      | 單集：“Welcome to Camelot”；以在片尾字幕中列出 |
| 2002       | 《古巴強人卡斯楚》          |      | 卡利斯托·莫拉雷斯（Calixto Morales）      | 電視電影                                       |
| 2002       | 《左右做人难》              |      | 尼爾（Neil）                   | 單集：“Reese Drives”                           |
| 2002       | 《吉爾莫女孩》              |      | 勞爾（Raul）                   | 單集：“Lorelai's Graduation Day”               |
| 2002       | 《安迪的生活瑣事》          |      | 梅爾（Mel）                   | 單集：“Relationship Ripcord”                   |
| 2002—2007  | 《乔治·洛佩兹秀》           |      | 法蘭克（Frank）                 | 5集                                            |
| 2004       | 《紐約重案組》              |      | 諾曼·瑞斯（Norman Reese）              | 單集：“Chatty Chatty Bang Bang”                |
| 2004       | 《CSI犯罪現場：紐約》       |      | 艾爾·麥葛瑞斯（Al McGrath）          | 單集：“A Man a Mile”                           |
| 2004       | 不適用                      |      | 傑森（Jason）                   | 電視電影                                       |
| 2004       | 不適用                      |      | 未知                       | 電視電影                                       |
| 2005       | 《伯尼·麥克秀》             |      | 未知                       | 單集：“My Privacy”                             |
| 2005       | 《靈感應》                  |      | 歐文（Owen）                   | 單集：“Ghost, Interrupted”                     |
| 2006       | 不適用                      |      | 未知                       | 單集：“Mary Moves On”                          |
| 2007       | 《育兒守則》                |      | 未知                       | 單集：“Oleander”                               |
| 2007       | 《失蹤現場》                |      | 梅爾·海因茲（Mel Heinz）            | 單集：“One Wrong Move”                         |
| 2008       | 《法庭內外》                |      | 未知                       | 單集：“Bagels and Locks”                       |
| 2008       | 《冤家母女》                |      | 沃倫（Warren）                   | 單集：“Money”                                  |
| 2008—2009  | 《佩恩之家》                |      | 卡洛斯·赫南德茲（Carlos Hernandez）        | 常設角色；6集                                  |
| 2009       | 《左右不逢源》              |      | 培瑞茲先生（Mr. Perez）             | 單集：“The Trip”                               |
| 2009       | 《未来闪影》                |      | 奧斯卡·奧布雷岡（Oscar Obregon）        | 2集                                            |
| 2009       | 《伊士曼一家》              |      | 麥克·唐納利（Mac Donnelly）            | 電視電影                                       |
| 2009       | 不適用                      |      | 安東尼歐（Antonio）               | 電視電影                                       |
| 2010       | 《三棲大丈夫》              |      | 唐·多納（Don Dona）                | 2集                                            |
| 2010—2011  | 《富貴與愛情》              |      | 米戈·薩拉查（Migo Salazar）            | 主要角色；13集                                 |
| 2010—2012  | 不適用                      |      |                            | 網絡劇；主要角色；8集                          |
| 2011       | 《上班狂人》                |      | 萊恩（Ryan）                   | 單集：“Checkpoint Gnarly”                      |
| 2011       | 《废柴联盟》                |      | 努涅斯警司（Sgt. Nunez）             | 常設角色；3集                                  |
| 2011       | 不適用                      |      | 馬丁內斯（Martinez）               | 電視電影                                       |
| 2012       | 《魅力克利夫蘭》            |      | 赫克托（Hector）                 | 單集：“What's Behind the Door”                 |
| 2012       | 《製作人》                  |      | 克里斯（Chris）                 | 電視電影                                       |
| 2013       | 《另类家庭》                |      | 傑拉德（Gerald）                 | 單集：“Rocky Bye Baby”                         |
| 2013—2015  | 《銀髮失樂園》              |      | 派西·德拉塞爾達（Patsy De La Serda）        | 主要角色；17集                                 |
| 2014       | 《軍旅軼事》                |      | 喬治·丘博夫斯基特技兵（）  | 常設角色；8集                                  |
| 2015，2017 | 《絕命律師》                |      | 馬可·巴斯特納克（）        | 常設角色；3集                                  |
| 2015—2018  | 《最后一个男人》            |      | 陶德·迪馬斯·羅德里奎茲（Todd Dimas Rodriguez） | 主要角色；61集                                 |
| 2016—2018  | 《咱们裸熊》                |      | 達瑞爾（）                 | 配音；3集                                      |
| 2018       | 《菲利普·狄克的電子夢》     |      | 菲爾伯特·諾斯（Philbert Noyce）          | 独立单元剧；主要角色；單集：“Kill All Others”  |
| 2018       | 《同妻俱樂部》              |      | 泰瑞·貝萊斯警員（Officer Terry Velez）        | 單集：“The Lodger”                             |
| 2018       | 《紐約屁民》                |      | 中尉                       | 常設角色；5集                                  |
| 2019       | 《佛州中部上帝養成史》      |      | 恩尼·戈梅斯（Ernie Gomes）            | 主要角色；10集                                 |
| 2020       | 《荊棘之路》                |      | 東尼·薩拉查市長（Mayor Tony Salazar）        | 常設角色；4集                                  |
| 2020       | 《重啟陰陽魔界》            |      | 倫茲警員（Officer Luntz）               | 獨立單元劇；主要角色；單集：“The Who of You”   |
| 2021       | 《CSI犯罪現場：拉斯維加斯》 |      | 雨果·拉米瑞茲醫生（Dr. Hugo Ramirez）      | 主要角色；10集                                 |
| 2021—2022  | 《愛的超級晶片》            |      | 伊格納西奧（Ignacio）             | 常設角色；3集                                  |
| 2021，2023 | 《北方極樂園》              |      | 遊戲管理員伯特（Game Warden Burt）         | 配音；2集                                      |
| 2022       | 《續攤真要命》              |      | 奧斯特蘭德警監（Captain Ostrander）         | 常設角色；3集                                  |
| 2023       | 《凱洛的末日日常》          |      | 路易斯·腓力·哈辛托（Luis Felipe Jacinto）     | 配音；迷你劇；主要角色；5集                    |

### 音樂影片
| 年份 | 標題 | 藝人       | 附註   |
| ---- | ---- | ---------- | ------ |
| 2014 |      | 小妖精乐队 | [ 16 ] |

## 獲獎和提名
| 年份 | 獎項              | 類別                          | 提名作品             | 結果 | 附註                   | 來源   |
| ---- | ----------------- | ----------------------------- | -------------------- | ---- | ---------------------- | ------ |
| 2014 | 形象獎            | 電視最佳男配角      | 《銀髮失樂園》       | 提名 |                        | [ 17 ] |
| 2015 | 形象獎            | 電視最佳男配角      | 《銀髮失樂園》       | 提名 |                        | [ 18 ] |
| 2016 | 評論家選擇電視獎  | 喜劇類影集最佳男配角          | 《銀髮失樂園》       | 提名 |                        | [ 19 ] |
| 2017 | 銅翼獎 （英語：Phoenix Film Festival） | 最佳整體演出 （英語：Best Ensemble）       | 《勇敢紐澤西》       | 獲獎 | 與片中其他演員共同獲獎 | [ 20 ] |
| 2018 | 形象獎            | 劇情長片最佳男主角 （英語：Best Actor – Feature Film） | 《小迷糊又天翻地覆》 | 提名 |                        | [ 21 ] |

## 外部連結
- 梅爾·羅德里奎茲在互联网电影资料库（IMDb）上的資料（英文）